# Колесов, Анатолий Пантелеймонович
Анатолий Пантелеймонович Колесов (6 июля 1924, Верхнеудинск — 17 июня 1987) — хирург, генерал-майор медицинской службы, действительный член Академии медицинских наук СССР, заслуженный деятель науки.

## Биография
Анатолий Пантелеймонович родился в Верхнеудинске 6 июля 1924 года в семье врача. В 1947 году окончил Военно-медицинскую академию им. С. М. Кирова, затем адъюнктуру. После окончания академии в течение 12 последующих лет прошел путь от адъюнкта до профессора, в 1963—1986 г. возглавлял одну из самых крупных хирургических клиник академии. Похоронен на Богословском кладбище Санкт-Петербурга.

## Направления научной деятельности
Хирургия легких, средостения, сердца, искусственное кровообращение, эндоскопическая диагностика и хирургия, огнестрельные ранения и другие вопросы военно-полевой хирургии, трансфузиология, реаниматология, парентеральное питание, хирургическая инфекция.
- С 1953 г. первым стал производить при бронхоэктазиях экономные резекции легких, а вскоре одним из первых в нашей стране выполнил двустороннюю резекцию легких.
- С 1953 г. включается в разработку актуальных вопросов сердечно-сосудистой хирургии. Одним из первых произвел операции по поводу аневризмы сердца, двойной дуги аорты, недостаточности митрального клапана, усовершенствования правостороннего доступа при операциях на сердце. Внес оригинальные предложения по технике операции, методике перфузии, послеоперационному лечению больных.
- С 1963 г. приступил к выполнению операций по протезированию клапанов сердца. Внёс весьма существенный вклад в разработку ряда проблем современной реаниматологии, в частности — в усовершенствование методов регулирования процессов кровообращения (вспомогательное кровообращение) и сочетанного использования нескольких искусственных органов. Первым изучил особенности парентерального питания после операций на органах груди. Ему принадлежит приоритет в описании азотистого и энергетического обмена при послеоперационных осложнениях. В клинике при его непосредственном участии были разработаны расчёты суточных рационов при различных патологических состояниях, апробированы и получили путёвку в клиническую практику большинство отечественных гидролизатов, препаратов аминокислот, жировых эмульсий.
- С 1965 г. занимался вопросами хирургической инфекции.

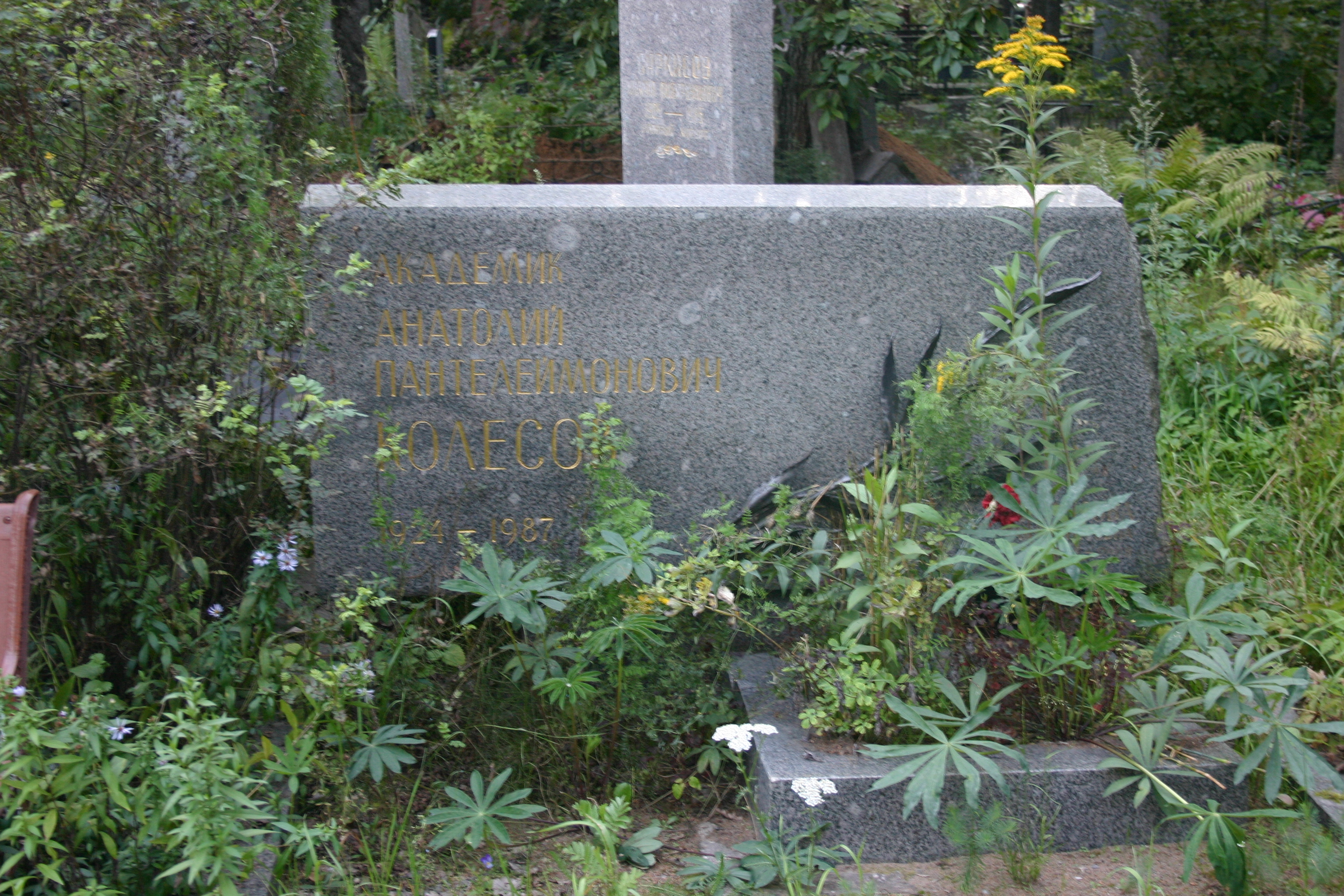
Надгробие А. П. Колесова на Богословском кладбище.

## Общественная деятельность
Принимал активное участие в работе медицинских научных обществ, многократно избирался председателем Ленинградского хирургического общества Пирогова, Кардиологического общества им. Г. Ф. Ланга, был членом правления всесоюзных обществ хирургов и кардиологов, членом президиума АМН СССР, членом Международной ассоциации хирургов, Европейского общества сердечно-сосудистых хирургов, редакционных советов журналов: «Вестник хирургии им. И. И. Грекова», «Хирургия», «Вопросы онкологии», издательства «Медицина», Большой медицинской энциклопедии.

## Научные труды
Автор более 250 научных работ, в том числе 7 монографий, 5 руководств, 8 глав в различных учебниках.

## Награды и звания
- Академик АМН СССР;
- заслуженный деятель науки;
- лауреат премии им. А. Н. Бакулева;
- «Орден Красной Звезды»;
- «Медаль За боевые заслуги»;